# 開雷迪吉昂
開雷迪吉昂是英国威尔士的一个郡，濒临卡迪根湾，面积为1,783平方（688平方英里），于爱德华一世征服威尔士后所设，人口共75,900人，52％的居民使用威尔士语，境内拥有阿伯里斯特威斯大学和威尔士国家图书馆。